# مکلینز بورو (ایلینوی)
مکلینز بورو، ایلینوی (به انگلیسی: McLeansboro, Illinois) یک شهر در ایالات متحده آمریکا با جمعیت ۲٬۸۸۳ نفر است که در ایلی‌نوی واقع شده‌است.